# Wasserball-Europameisterschaft 1926
Die 1. Wasserball-Europameisterschaft der Männer wurde vom 18. bis zum 22. August 1926 in Budapest (Ungarn) ausgetragen. Insgesamt spielten vier Mannschaften in einer Gruppe um die europäische Meisterschaft; in dieser Gruppe spielte jede Mannschaft gegen jede andere Mannschaft. Sieger des Turniers wurde Gastgeber Ungarn, mit drei Siegen. Die deutsche Auswahl belegte am Ende den dritten Platz, hinter Schweden. Den vierten Platz belegte Belgien.

## Turnierteilnehmer
| Teilnehmer      |
| --------------- |
| Ungarn          |
| Deutsches Reich |
| Belgien         |
| Schweden        |

### Finalrunde
| Pl. | Team            | Sp. | S | U | N | Tore  | Diff. | Pkt. |
| --- | --------------- | --- | - | - | - | ----- | ----- | ---- |
| 1   | Ungarn          | 3   | 3 | 0 | 0 | 16:3  | +13   | 6    |
| 2   | Schweden        | 3   | 1 | 1 | 1 | 10:10 | 0     | 3    |
| 3   | Deutsches Reich | 3   | 1 | 0 | 2 | 11:17 | −6    | 2    |
| 4   | Belgien         | 3   | 0 | 1 | 2 | 7:14  | −7    | 1    |

| 18. August | Ungarn          | – | Deutsches Reich | 8:1 |
| 19. August | Deutsches Reich | – | Belgien         | 6:4 |
| 20. August | Ungarn          | – | Belgien         | 5:0 |
|            | Schweden        | – | Deutsches Reich | 5:4 |
| 21. August | Belgien         | – | Schweden        | 3:3 |
| 22. August | Ungarn          | – | Schweden        | 3:2 |